# Katja Rupé
Katja Rupé anhörenⓘ(* 18. September 1949 in München) ist eine deutsche Schauspielerin.

## Leben
Nach dem Abitur besuchte sie die Otto-Falckenberg-Schule und wirkte 1969 bei der New Yorker Straßentheatergruppe „La Mama“ in deren Münchner Aufführungen mit. Danach gehörte sie zu den Mitbegründern der Theatergruppe „Rote Rübe“, für die sie bis 1977 als Darstellerin, Autorin und Regisseurin arbeitete.
Die Tourneen mit dieser Gruppe führten sie immer wieder nach Frankreich, wo sie an Theatern in Nancy, Strasbourg, Lyon und Paris auftrat. Sie spielte auch in klassischen Theaterstücken, so 1981 als Elmire in Tartuffe an der Berliner Volksbühne. Katja Rupé agierte vor allem an Bühnen in Frankreich, darunter dem Théâtre des Bouffes du Nord in Paris.
Dem Fernsehpublikum wurde sie 1973 als Hauptdarstellerin in Michael Verhoevens Inszenierung Ein unheimlich starker Abgang bekannt. Hier spielte sie ein Mädchen, das sich durch seine Schwärmerei für einen Star (Hans-Jürgen Bäumler) aus dem Alltagsfrust flüchtet. Danach wirkte sie außer in Fernsehserien auch in einigen Spielfilmen mit. 1979 erhielt sie den Darstellerpreis Chaplin-Schuh.

## Filmografie
- 1973: Ein unheimlich starker Abgang (Fernsehfilm)
- 1974: Münchner Geschichten (Fernsehserie)
- 1974: Output
- 1975: Wandas Paradies (Fernsehfilm)
- 1976: Sternsteinhof
- 1977: Kleinhoff Hotel
- 1978: Flammende Herzen
- 1978: Das andere Lächeln (Fernsehfilm)
- 1978: Deutschland im Herbst (Co-Regie, Co-Drehbuch)
- 1978: 1982: Gutenbach (Fernsehfilm)
- 1979: Der L-Faktor (Fernsehserie Derrick)
- 1980: Endstation Freiheit
- 1982: Herr Herr (Fernsehfilm)
- 1983: Kiez – Aufstieg und Fall eines Luden
- 1983: Bolero
- 1984: Die Günstlinge des Mondes (Les favoris de la lune)
- 1985: Betrogen
- 1985: Unser Mann im Dschungel
- 1986: La seconda notte
- 1988: Cirkus Humberto (Fernsehserie)
- 1988: Il colpo (Fernsehfilm)
- 1992: Der Fotograf oder Das Auge Gottes (Fernsehserie)
- 1993: Mann hinter Vorhang (Fernsehserie Ein Fall für zwei)
- 1994: Sascha (Fernsehserie  Der Fahnder)
- 1994: Ein unvergeßliches Wochenende… in Sevilla (Fernseh-Episode)
- 1995: Tod im Gartenhaus (Fernsehserie Die Kommissarin)
- 2001: Ein weites Feld (Fernsehserie Café Meineid)
- 2001: Jagdfieber (Fernsehserie Ein Fall für zwei)
- 2002: Verirrte Gefühle (Fernsehserie Schloßhotel Orth)
- 2004: Daniel – Der Zauberer
- 2011: Dreiviertelmond
- 2014: Die Rosenheim-Cops (Fernsehserie, 1 Folge)
- 2019: Tatort: One Way Ticket